# الحياد السويدي
يشير الحياد السويدي إلى سياسة الحياد السابقة للسويد تجاه النزاعات المسلحة، والتي كانت سارية المفعول منذ أوائل القرن التاسع عشر وحتى عام 2009، بعد دخول السويد في العديد من معاهدات الدفاع المتبادل مع الاتحاد الأوروبي ودول الشمال الأوروبي الأخرى. في عام 2016، أصبحت السويد «تابعة لحلف الناتو» (ليست عضوًا)، ووقعت معاهدة تسمح فيها بتنفيذ الناتو لعملياته من داخل حدودها. نشأت سياسة الحياد السابقة في السويد إلى حد كبير نتيجة تورط السويد في الحروب النابليونية التي فقدت على إثرها أكثر من ثلث أراضي البلاد، بما في ذلك خسارة فنلندا الصادمة لصالح روسيا. أدت حالة الاستياء تجاه الملك القديم إلى حدوث انقلاب، وصاغ النظام الجديد على إثر الانقلاب سياسة خارجية جديدة أصبحت تُعرف باسم سياسة 1812. لم تبدأ السويد أي نزاع مسلح مباشر منذ زمن الحروب النابليونية. مع ذلك، فقد شاركت حكومة السويد وجيشها في أعمال حفظ السلام الرئيسية وغيرها من وظائف الدعم العسكري في جميع أنحاء العالم. انطوى الانضمام إلى الاتحاد الأوروبي في عام 1995 في مضمونه على إلغاء الحياد كمبدأ. ما تزال السويد اليوم دولة محايدة وغير متحيزة في ما يتعلق بالسياسة الخارجية والأمنية. مع ذلك، فهي تحافظ على روابط قوية مع الناتو.
نوقش الحياد السويدي خلال الحرب العالمية الثانية كثيرًا واعتُرضَ عليه لاحقًا. على الرغم من الحصار البحري البريطاني لألمانيا النازية والنوايا الرسمية المقدمة من الحكومة السويدية للحفاظ على الحياد السياسي، صدّرت السويد الحديد الخام لتمويل الصناعات الحربية في ألمانيا النازية عبر ميناء نارفيك النرويجي.
شكّل اعتماد الصناعة الحربية في الألمانية النازية على شحنات الحديد الخام القادمة من السويد السبب الرئيسي في إطلاق بريطانيا العظمى وحلفائها عملية ويلفريد والحملة العسكرية على النرويج في أوائل أبريل 1940. بحلول أوائل يونيو 1940، أظهرت الحملة العسكرية على النرويج فشلًا ذريعًا للحلفاء، تمكنت ألمانيا النازية من الحصول على إمدادات الحديد الخام اللازمة للصناعات الحربية من السويد على الرغم من الحصار البحري البريطاني، وذلك عبر استخدام القوة لتأمين الوصول إلى الموانئ النرويجية.
دعمت السويد أيضًا الصناعة الحربية الألمانية النازية خلال الحرب بالحديد والقطع المصنوعة، وأمنت وسائل نقل للتعزيزات الألمانية وفرقة المشاة رقم 163/فرقة إنغلبريخت بقيادة الجنرال إيروين إنغلبريخت، والمعدات العسكرية عبر الأراضي السويدية باستخدام القطار من النرويج إلى الجبهة الشرقية في فنلندا.

## سياسة عام 1812
صاغ جان بابتيست برنادوت، ولي العهد المنتخب، السياسة الخارجية الجديدة، والتي سُميّت غالبًا سياسة 1812. تناقضت سياسة 1812 بشكل حاد مع السياسة الخارجية السابقة للسويد، والتي تورطت خلالها السويد بالعديد من النزاعات، خاصة مع عدوها اللدود، روسيا. لكن مع بدء نابليون في عام 1812، حملة ضد روسيا والإمبراطور ألكساندر، احتاج الإمبراطور إلى الحلفاء، والتقى نتيجة لذلك بالملك السويدي في آبو. اتُّفِق في الاجتماع على قبول السويد أن تكون فنلندا جزءًا من روسيا مقابل مساعدة القيصر في الضغط على الدنمارك للتنازل عن النرويج لصالح السويد.
شاركت القوات السويدية بقيادة برنادوت في الحروب النابليونية في عامي 1813 و1814، إذ قاتلت ضد فرنسا (كان لها دور صغير في معركة لايبزيغ) والدنمارك. أجبرت السويد الدنمارك على تسليم النرويج بموجب معاهدة كيل. هذا ما اعترفت به قوى الحلفاء في مؤتمر فيينا. لم تشارك السويد منذ ذلك الوقت في أي قتال مسلح (باستثناء حفظ السلام).

## قضية شليسفيغ
خلال حرب شليسفيغ الأولى، في الفترة من 1848 إلى 1851، تواجدت القوات السويدية في يوتلاند كدعم للدنمارك ضد المتمردين المدعومين من بروسيا؛ القوات النظامية السويدية، على أي حال، لم يحدث أي قتال. التحق المئات من المتطوعين النرويجيين والسويديين بالجيش الدنماركي وقاتلوا في صفوفه.
بعد 40 عامًا من بناء الثقة مع روسيا، لم تتحمل السويد أي مخاطر سياسية تهدد هذه الثقة في حرب القرم، على الرغم من إمكانية إعادة النظر في معاهدة السلام القاسية عام 1809. لم تشارك السويد في الحرب على الرغم من عقدها تحالفًا مع بريطانيا وفرنسا، (25 نوفمبر 1855).
رفض ريكسداغ الطبقات خلال حرب شليسفيغ الثانية الوفاء بوعود الملك تشارلز الخامس عشر بتقديم الدعم العسكري؛ والتزمت السويد بحياد صارم أثبت فائدته. أقامت بروسيا بعد فترة قصيرة القيصرية الألمانية وسيطرت عليها، إذ كانت القيصرية خصمًا متفوقًا على السويد، التي تضاءلت قوتها النسبية بشكل حاد منذ أن بلغت ذروتها خلال حرب الثلاثين عامًا.

## الحرب العالمية الأولى
فرضت الهيمنة البروسية حالة من السلم على امتداد السنوات الأربعين التالية في منطقة البلطيق، ومع اندلاع الحرب العالمية الأولى، مثّل الحياد الحالة الطبيعية للعديد من السويديين. رغم قوة صلات القرابة الثقافية والعلمية مع القيصرية الألمانية في السويد، لكن العلاقات التجارية والشخصية مع بريطانيا وفرنسا كانت قوية أيضًا. قُسمَت الآراء بين المحافظين المتعاطفين مع ألمانيا، والليبراليين أصحاب التعاطف المختلط، وآراء الاشتراكيين الديموقراطيين، والمعاديين للنزعة العسكرية والمعارضين للحرب التي وعلى الرغم من انتظامها كانت ذات تأثير سياسي ضعيف. عُزِّز الموقف الحيادي مع بقاء الدنمارك والنرويج في صف الحياد. هيمنت الأصوات المؤيدة للحياد على النقاش العام، ولكن كانت الملكة فيكتوريا مع بعض المحافظين من المؤيدين الأقوياء للدخول في الحرب على الجانب الألماني، وظهر تحيز واضح مؤيد لألمانيا في سياسة الحكومة.
تم التخلي عن السياسة الموالية لألمانيا في عام 1916، ما أدى إلى المجاعة، والآراء التمردية، وعدم وجود مزايا ملموسة من هذا التخلي. مرة أخرى، سيطر الاعتقاد بكون الحياد الصارم أكثر ملاءمة للسويد على المجتمع السويدي. عُيّنَت حكومة محافظة جديدة ذات عقلية أقل تحيزًا للجانب الألماني، ولتهدئة الاضطرابات الاجتماعية، شُرع على الفور في الإصلاحات الديمقراطية التي عززت سياسة السويد المحايدة، وأدّت لاحقًا إلى هيمنة الديمقراطيين الاشتراكيين سياسيًا حتى القرن الحادي والعشرين.

## جزر آلاند
كان وزير الخارجية السويدي ريكارد ساندلر (1932-1936 و1936-1939) السياسي المعارض الأكبر داخل الحكومة، عارض ساندلر بشدة سياسة الحكومة المتمثلة في الحياد الصارم، وشعر بضرورة تخفيف الحكومة صرامة سياستها. أعرب ساندلر عن رغبته في الدفاع عن جزر آلاند ضد السيطرة الألمانية أو السوفيتية، من خلال التنقيب عن المعادن في المنطقة المحيطة بالجزر بالتعاون مع الحكومة الفنلندية.
تمتلك جزر آلاند أهمية إستراتيجية كبيرة في بحر البلطيق، إذ تقع في قاعدة خليج بوثنيه، مجاورة لجميع الممرات البحرية التي تدخل وتخرج من الخليج، وضمن نطاق السويد وفنلندا ودول البلطيق من الشرق.
قبل عام 1809، كانت جزر آلاند جزءًا من السويد، التي أُجبرت على التخلي عنها، مع المنطقة القارية لفلندا لصالح روسيا، في معاهدة فريدريكشام (أو معاهدة هامينا) في 17 سبتمبر 1809. شكلت روسيا دوقية فنلندا الكبرى المكونة من المناطق التي تم التخلي عنها بما في ذلك جزر آلاند. طُلب من روسيا بعد معاهدة باريس في 18 أبريل 1856، في ختام حرب القرم، إيقاف بناء أي تحصينات جديدة على الجزر، وامتثلت روسيا لهذه المطالب، على الرغم من المحاولات الفاشلة لتغيير وضع الجزر في عام 1908.
حولت الحكومة الروسية الجزر في عام 1914 إلى قاعدة غواصات استخدمتها الغواصات البريطانية والروسية خلال الحرب العالمية الأولى. أعلنت الحكومة الفنلندية في ديسمبر 1917 فنلندا دولة ذات سيادة ونشب الخلاف بين السويد وفنلندا حول تبعية الجزر. قررت عصبة الأمم بقاء جزر آلاند جزءًا من فنلندا في عام 1921، على الرغم من كون ما يقرب 100% من سكان الجزر من السويديين وتعبيرهم عن رغبتهم في الانضمام للسويد.
على الرغم من شكاوى السويد حول الفشل في السيطرة على الجزر في عام 1921، حُلَّت جميع الصعوبات بين السويد وفنلندا بحلول منتصف ثلاثينيات القرن الماضي. شكّل وقوع جزر آلاند تحت النفوذ الألماني أو السوفيتي خوفًا حقيقيًا، ولهذا اقترح ساندلر الدفاع عن وضع الجزر.
لكن الحكومة السويدية عارضت اقتراح ساندلر، إذ ظهر الخوف من تشكيل اقتراحه بداية لمزيد من التحركات -وهي تحركات قد تفضي لغزو من ألمانيا أو الاتحاد السوفيتي أو من كليهما. أقصِي ساندلر من تشكيلة الوزراء الجديدة عند تشكيل تحالف جديد لتمثيل سياسة الحياد في السويد على ضوء حرب الشتاء. ساد الاعتقاد في البداية أن سبب إقصاء الحكومة السويدية لساندلر كان نتيجة تعليقاته الصريحة على سياسات الحكومة، وادعاءات الصحافة الألمانية بأن ساندلر كان مواليًا لبريطانيا. لكن ساندلر في الواقع هو من طلب الإذن للتقاعد من الحكومة السويدية بسبب عدم تمثيل الحكومة لوجهات نظر ساندلر المعادية للحياد.